# Два злотых (памятные монеты)
Монеты в 2 злотых — памятные монеты, выпускаемые Национальным банком Польши в период с 1995 года по 2014 год. Все монеты имеют статус монет обращения.
В первый год выпуска (1995) монеты чеканились из медно-никелевого сплава, в последующем монетный металл был изменён. Монеты из сплава Северное золото имеют золотистый цвет из-за высокого содержания меди в сплаве. Не принято делить монеты номиналом 2 злотых на разные категории, исходя из сплава, из которого изготовлены заготовки. В списке указаны и монеты из северного золота и медно-никелевые монеты 1995 года чеканки.
Монеты выпускаются по случаю различных событий, в честь различных памятников (в том числе архитектурных), исторических мест, известных личностей, памятных дат и т. п., и различаются по сериям. Некоторые серии монет имеют свой, уникальный для серии, тип оформления аверса. К обязательным элементам оформления относятся: Герб Польши, надпись RZECZPOSPOLITA POLSKA, номинал, записанный в сокращенном виде: 2 zł, и год чеканки монеты. Но, кроме этого, на аверсе присутствуют так же элементы оформления, меняющиеся в зависимости от серии, к которой принадлежит монета.

## Общая информация

### Монеты из медно-никелевого сплава
Монеты из медно-никелевого сплава чеканились только в 1995 году.
- Диаметр: 29,5 мм
- Масса: 10,8 г
- Материал: медно-никелевый сплав
- Гурт: рубчатый / гладкий

### Монеты из северного золота
Памятные монеты из северного золота чеканятся с 1996 года.
- Диаметр: 27 мм
- Масса: 8,15 г
- Материал: сплав северное золото
- Гурт:
  - с 1996 по 1998 год и первые две монеты с 1999 года были с гладким гуртом.
  - начиная с третьей монеты в 1999 («Волк») до конца 2000 года монеты имели надпись на гурте «Narodowy Bank Polski» (Национальный Банк Польши).
  - начиная с 2001 года гурт монет имеет 8 раз повторяющуюся аббревиатуру «NBP» (Narodowy Bank Polski).

#### Исключения

##### 2000 год
- Масса: 8,31 г.
- Материал: биметаллические монеты, кольца: северное золото, центр: медно-никелевый сплав.

##### 10 летБольшому Благотворительному Рождественскому Оркестру
- Масса: 7,74 г.

## Год 1995
| Монета (Оригинальное название)                                                     | Серия (Оригинальное название)                     | Дата выпуска | Тираж   |
| ---------------------------------------------------------------------------------- | ------------------------------------------------- | ------------ | ------- |
| Катынь, Медное, Харьков — 1940 (Katyń, Miednoje, Charków — 1940)                   |                                                   | 03.04.1995   | 300 000 |
| Сом (Sum, лат. Silurus glanis)                                                     | Животный мир (Zwierzęta Świata)                   | 12.06.1995   | 300 000 |
| 75-летие Варшавского сражения (75. Rocznica Bitwy Warszawskiej)                    |                                                   | 11.08.1995   | 300 000 |
| Королевский дворец в Лазенках (Pałac Królewski w Łazienkach)                       | Замки и дворцы в Польше (Zamki i Pałace w Polsce) | 20.09.1995   | 287 300 |
| 100 лет Олимпийским играм современности (100 lat nowożytnych igrzysk olimpijskich) |                                                   | 30.10.1995   | 350 000 |
| Олимпийские игры в Атланте — 1996 (Igrzyska Olimpijskie — Atlanta 1996)            |                                                   | 15.11.1995   | 300 000 |

## Год 1996
| Монета (Оригинальное название)                              | Серия (Оригинальное название)                      | Дата выпуска | Тираж   |
| ----------------------------------------------------------- | -------------------------------------------------- | ------------ | ------- |
| Сигизмунд II Август (Zygmunt II August)                     | Польские короли (Poczet królów i książąt polskich) | 27.05.1996   | 200 000 |
| Ёж (Jeż, лат. Erinaceus europaeus)                          | Животный мир (Zwierzęta Świata)                    | 15.07.1996   | 300 000 |
| Замок в Лидзбарк-Варминьском (Zamek w Lidzbarku Warmińskim) | Замки и дворцы в Польше (Zamki i Pałace w Polsce)  | 16.10.1996   | 300 000 |
| Генрик Сенкевич (Henryk Sienkiewicz)                        |                                                    | 06.11.1996   | 300 000 |

## Год 1997
| Монета (Оригинальное название)                                                                      | Серия (Оригинальное название)                                          | Дата выпуска | Тираж   |
| --------------------------------------------------------------------------------------------------- | ---------------------------------------------------------------------- | ------------ | ------- |
| Стефан Баторий (Stefan Batory)                                                                      | Польские короли (Poczet królów i książąt polskich)                     | 30.06.1997   | 315 000 |
| Жук-олень (Jelonek Rogacz, лат. Lucanus cervus)                                                     | Животный мир (Zwierzęta Świata)                                        | 09.09.1997   | 315 000 |
| Замок в Песковой Скале (Zamek w Pieskowej Skale)                                                    | Замки и дворцы в Польше (Zamki i Pałace w Polsce)                      | 16.10.1997   | 315 000 |
| 200-летие со дня рождения Павла Эдмунда Стшелецкого (200-lecie urodzin Pawła Edmunda Strzeleckiego) | Польские путешественники и исследователи (Polscy Podróżnicy i Badacze) | 17.11.1997   | 420 000 |

## Год 1998
| Монета (Оригинальное название)                                                                           | Серия (Оригинальное название)                      | Дата выпуска | Тираж   |
| --- | -------------------------------------------------- | ------------ | ------- |
| XVIII зимние Олимпийские игры в Нагано (XVIII Zimowe Igrzyska Olimpijskie, Nagano)                       |                                                    | 25.02.1998   | 420 000 |
| Сигизмунд III Ваза (Zygmunt III Waza)                                                                    | Польские короли (Poczet królów i książąt polskich) | 29.04.1998   | 420 000 |
| Камышовая жаба (Ropucha Paskówka, лат. Bufo calamita)                                                    | Животный мир (Zwierzęta Świata)                    | 20.05.1998   | 420 000 |
| 100-летие открытия полония и радия (100-lecie odkrycia polonu i radu)                                    |                                                    | 17.06.1998   | 420 000 |
| Замок в Курнике (Zamek w Kórniku)                                                                        | Замки и дворцы в Польше (Zamki i Pałace w Polsce)  | 16.09.1998   | 400 000 |
| 80-я годовщина восстановления независимости Польши (80. rocznica odzyskania przez Polskę niepodległości) |                                                    | 09.11.1998   | 400 000 |
| Адам Мицкевич (Adam Mickiewicz)                                                                          |                                                    | 02.12.1998   | 400 000 |

## Год 1999
| Монета (Оригинальное название)                                                     | Серия (Оригинальное название)                                          | Дата выпуска | Тираж   |
| ---------------------------------------------------------------------------------- | ---------------------------------------------------------------------- | ------------ | ------- |
| Эрнест Малиновский (Ernest Malinowski)                                             | Польские путешественники и исследователи (Polscy Podróżnicy i Badacze) | 23.02.1999   | 420 000 |
| 150 лет со дня смерти Юлиуша Словацкого (Juliusz Słowacki — 150. rocznica śmierci) |                                                                        | 24.03.1999   | 420 000 |
| Волк (Wilk, лат. Canis lupus)                                                      | Животный мир (Zwierzęta Świata)                                        | 14.04.1999   | 420 000 |
| Вступление Польши в НАТО (Wstąpienie Polski do NATO)                               | Польская дорога к свободе (Polska droga do wolności)                   | 23.06.1999   | 450 000 |
| 150 лет со дня смерти Фредерика Шопена (Fryderyk Chopin — 150. rocznica śmierci)   |                                                                        | 15.09.1999   | 420 000 |
| Реформатор церкви Ян Лаский (Jan Łaski, reformator Kościoła)                       |                                                                        | 05.10.1999   | 450 000 |
| Владислав IV Ваза (Władysław IV Waza)                                              | Польские короли (Poczet królów i książąt polskich)                     | 03.11.1999   | 500 000 |
| Дворец Потоцкого в Радзынь-Подляском (Pałac Potockich w Radzyniu Podlaskim)        | Замки и дворцы в Польше (Zamki i Pałace w Polsce)                      | 01.12.1999   | 450 000 |

## Год 2000
| Монета (Оригинальное название)                                  | Серия (Оригинальное название)                        | Дата выпуска | Тираж     |
| --------------------------------------------------------------- | ---------------------------------------------------- | ------------ | --------- |
| 2000 год (Rok 2000)                                             |                                                      | 16.02.2000   | 2 000 000 |
| 1000-летие Конвенции в Гнезно (1000-lecie zjazdu w Gnieźnie)    |                                                      | 08.03.2000   | 450 000   |
| Великий Юбилей 2000 года (Wielki Jubileusz Roku 2000)           |                                                      | 08.03.2000   | 1 500 000 |
| Удод (Dudek, лат. Upupa epops)                                  | Животный мир (Zwierzęta Świata)                      | 05.04.2000   | 500 000   |
| Вилянувский дворец (Pałac w Wilanowie)                          | Замки и дворцы в Польше (Zamki i Pałace w Polsce)    | 17.05.2000   | 500 000   |
| 1000-летие Вроцлава (1000-lecie Wrocławia)                      |                                                      | 07.06.2000   | 500 000   |
| 20-летие профсоюза «Солидарность» (20-lecie NSZZ «Solidarność») | Польская дорога к свободе (Polska droga do wolności) | 23.08.2000   | 750 000   |
| Ян II Казимир (Jan II Kazimierz)                                | Польские короли (Poczet królów i książąt polskich)   | 27.09.2000   | 450 000   |
| 30-летие декабря-70 (30. rocznica grudnia '70)                  | Польская дорога к свободе (Polska droga do wolności) | 16.11.2000   | 750 000   |

## Год 2001
| Монета (Оригинальное название)                                                                                | Серия (Оригинальное название)                                          | Дата выпуска | Тираж     |
| --- | ---------------------------------------------------------------------- | ------------ | --------- |
| Янтарный путь (Szlak Bursztynowy)                                                                             |                                                                        | 21.02.2001   | 500 000   |
| Соляная шахта в Величке (Kopalnia Soli w Wieliczce)                                                           | Памятники культуры в Польше (Zabytki Kultury Materialnej w Polsce)     | 21.03.2001   | 500 000   |
| 15-летие Конституционного суда (15-lecie orzecznictwa Trybunału Konstytucyjnego)                              |                                                                        | 18.04.2001   | 500 000   |
| Махаон (Paź królowej, лат. Papilio machano)                                                                   | Животный мир (Zwierzęta Świata)                                        | 09.05.2001   | 600 000   |
| 100-летие со дня рождения кардинала Стефана Вышинского (100. rocznica urodzin kardynała Stefana Wyszyńskiego) |                                                                        | 06.06.2001   | 1 200 000 |
| XII Международный конкурс им. Генрика Венявского (XII Międzynarodowy Konkurs im. Henryka Wieniawskiego)       |                                                                        | 12.09.2001   | 600 000   |
| Ян III Собеский (Jan III Sobieski)                                                                            | Польские короли (Poczet królów i książąt polskich)                     | 03.10.2001   | 500 000   |
| Михал Седлецкий (Michał Siedlecki)                                                                            | Польские путешественники и исследователи (Polscy Podróżnicy i Badacze) | 07.10.2001   | 600 000   |
| Коляда (Kolędnicy)                                                                                            | Польский год ритуалов (Polski rok obrzędowy)                           | 05.12.2001   | 600 000   |

## Год 2002
| Монета (Оригинальное название)                                                 | Серия (Оригинальное название)                                          | Дата выпуска | Тираж     |
| ------------------------------------------------------------------------------ | ---------------------------------------------------------------------- | ------------ | --------- |
| Европейская болотная черепаха (Żółw błotny, лат. Emys orbicularis)             | Животный мир (Zwierzęta Świata)                                        | 06.02.2002   | 750 000   |
| Бронислав Малиновский (Bronisław Malinowski)                                   | Польские путешественники и исследователи (Polscy Podróżnicy i Badacze) | 06.03.2002   | 680 000   |
| Чемпионат мира по футболу — Корея, Япония (MŚ w Piłce Nożnej — Korea, Japonia) |                                                                        | 08.05.2002   | 1 000 000 |
| Август Сильный (August II Mocny)                                               | Польские короли (Poczet królów i książąt polskich)                     | 04.09.2002   | 620 000   |
| Замок в Мальборке (Zamek w Malborku)                                           | Памятники культуры в Польше (Zabytki Kultury Materialnej w Polsce)     | 23.10.2002   | 680 000   |
| Генерал Владислав Андерс (Gen. broni Władysław Anders)                         |                                                                        | 06.11.2002   | 680 000   |
| Ян Матейко (Jan Matejko)                                                       | Польские художники XIX—XX вв. (Polscy Malarze XIX/XX Wieku)            | 11.12.2002   | 700 000   |

## Год 2003
| Монета (Оригинальное название)                                                                             | Серия (Оригинальное название)                               | Дата выпуска | Тираж     |
| --- | ----------------------------------------------------------- | ------------ | --------- |
| 10 лет Большому Благотворительному Рождественскому Оркестру (Wielka Orkiestra Świątecznej Pomocy — 10 lat) |                                                             | 08.01.2003   | 2 500 000 |
| Речной угорь (Węgorz europejski, лат. Anguilla anguilla)                                                   | Животный мир (Zwierzęta Świata)                             | 05.02.2003   | 450 000   |
| 750-летие Познани (750-lecie lokacji Poznania)                                                             |                                                             | 05.03.2003   | 600 000   |
| Поливальный понедельник (Śmigus-dyngus)                                                                    | Польский год ритуалов (Polski rok obrzędowy)                | 16.04.2003   | 600 000   |
| Бригадный генерал Станислав Мацек (Gen. brygady Stanisław Maczek)                                          |                                                             | 07.05.2003   | 700 000   |
| 150-летие нефтяной и газовой промышленности Польши (150-lecie narodzin przemysłu naftowego i gazowniczego) |                                                             | 21.05.2003   | 600 000   |
| Иоанн Павел II — 25 лет понтификата (Jan Paweł II — 25 lat pontyfikatu)                                    |                                                             | 24.09.2003   | 2 000 000 |
| Станислав Лещинский (Stanisław Leszczyński)                                                                | Польские короли (Poczet królów i książąt polskich)          | 15.10.2003   | 600 000   |
| Яцек Мальчевский (Jacek Malczewski)                                                                        | Польские художники XIX—XX вв. (Polscy Malarze XIX/XX Wieku) | 10.12.2003   | 600 000   |

## Год 2004
| Монета (Оригинальное название)                                                 | Серия (Оригинальное название)                                          | Дата выпуска | Тираж     |
| ------------------------------------------------------------------------------ | ---------------------------------------------------------------------- | ------------ | --------- |
| Морская свинья (Morświn, лат. Phocoena phocoena)                               | Животный мир (Zwierzęta Świata)                                        | 28.01.2004   | 800 000   |
| Нижнесилезское воеводство (Województwo dolnośląskie)                           | Гербы Воеводств (Herby województw)                                     | 28.01.2004   | 700 000   |
| Куявско-Поморское воеводство (Województwo kujawsko-pomorskie)                  | Гербы Воеводств (Herby województw)                                     | 20.02.2004   | 750 000   |
| Александр Чекановский (Aleksander Czekanowski)                                 | Польские путешественники и исследователи (Polscy Podróżnicy i Badacze) | 19.03.2004   | 700 000   |
| Люблинское воеводство (Województwo lubelskie)                                  | Гербы Воеводств (Herby województw)                                     | 19.03.2004   | 820 000   |
| Любушское воеводство (Województwo lubuskie)                                    | Гербы Воеводств (Herby województw)                                     | 05.04.2004   | 820 000   |
| 1 злотый 1924 года (1 złoty z 1924 roku)                                       | История злотого (Dzieje złotego)                                       | 21.04.2004   | 800 000   |
| Присоединение Польши к Евросоюзу (Wstąpienie Polski do UE)                     | Польская дорога к свободе (Polska droga do wolności)                   | 26.04.2004   | 1 000 000 |
| Лодзинское воеводство (Województwo łódzkie)                                    | Гербы Воеводств (Herby województw)                                     | 17.05.2004   | 920 000   |
| 15-летие Сената Польши (15-lecie Senatu Rzeczypospolitej Polskiej)             |                                                                        | 24.05.2004   | 760 000   |
| Малопольское воеводство (Województwo małopolskie)                              | Гербы Воеводств (Herby województw)                                     | 07.06.2004   | 900 000   |
| Мазовецкое воеводство (Województwo mazowieckie)                                | Гербы Воеводств (Herby województw)                                     | 08.07.2004   | 920 000   |
| 85-летие Полиции (85-lecie Policji)                                            |                                                                        | 21.07.2004   | 760 000   |
| 60-летие Варшавского восстания (60. rocznica powstania warszawskiego)          |                                                                        | 28.07.2004   | 900 000   |
| XXVIII Олимпийские игры — Афины 2004 (Igrzyska XXVIII Olimpiady — Ateny 2004)  |                                                                        | 09.08.2004   | 1 000 000 |
| Опольское воеводство (Województwo opolskie)                                    | Гербы Воеводств (Herby województw)                                     | 20.08.2004   | 900 000   |
| Праздник урожая (Dożynki)                                                      | Польский год ритуалов (Polski rok obrzędowy)                           | 10.09.2004   | 850 000   |
| Подкарпатское воеводство (Województwo podkarpackie)                            | Гербы Воеводств (Herby województw)                                     | 20.09.2004   | 920 000   |
| 100-летие Академии изящных искусств Польши (100. rocznica utworzenia ASP)      |                                                                        | 18.10.2004   | 850 000   |
| Подляское воеводство (Województwo podlaskie)                                   | Гербы Воеводств (Herby województw)                                     | 29.10.2004   | 900 000   |
| Бригадный генерал Станислав Сосабовский (Gen. brygady Stanisław F. Sosabowski) |                                                                        | 17.11.2004   | 850 000   |
| Поморское воеводство (Województwo pomorskie)                                   | Гербы Воеводств (Herby województw)                                     | 17.11.2004   | 900 000   |
| Силезское воеводство (Województwo śląskie)                                     | Гербы Воеводств (Herby województw)                                     | 01.12.2004   | 1 000 000 |
| Станислав Выспяньский (Stanisław Wyspiański)                                   | Польские художники XIX—XX вв. (Polscy Malarze XIX/XX Wieku)            | 15.12.2004   | 900 000   |

## Год 2005
| Монета (Оригинальное название)                                                                                      | Серия (Оригинальное название)                               | Дата выпуска | Тираж     |
| --- | ----------------------------------------------------------- | ------------ | --------- |
| 500-летие со дня рождения Миколая Рея (Mikołaj Rej — 500. rocznica urodzin)                                         |                                                             | 20.01.2005   | 850 000   |
| Свентокшиское воеводство (Województwo świętokrzyskie)                                                               | Гербы Воеводств (Herby województw)                          | 20.01.2005   | 900 000   |
| Варминьско-Мазурское воеводство (Województwo warmińsko-mazurskie)                                                   | Гербы Воеводств (Herby województw)                          | 22.02.2005   | 900 000   |
| Филин (Puchacz, лат. Bubo bubo)                                                                                     | Животный мир (Zwierzęta Świata)                             | 15.03.2005   | 990 000   |
| Великопольское воеводство (Województwo wielkopolskie)                                                               | Гербы Воеводств (Herby województw)                          | 15.03.2005   | 940 000   |
| ЭКСПО 2005 — Япония (EXPO 2005 — Japonia)                                                                           |                                                             | 23.03.2005   | 1 000 000 |
| Западно-Поморское воеводство (Województwo zachodniopomorskie)                                                       | Гербы Воеводств (Herby województw)                          | 11.04.2005   | 900 000   |
| 2 злотых 1936 года (2 zł i 5 zł z 1936 roku (Żaglowiec))                                                            | История злотого (Dzieje złotego)                            | 27.04.2005   | 950 000   |
| 60-я годовщина окончания Второй мировой войны (60. rocznica zakończenia II wojny światowej)                         |                                                             | 06.05.2005   | 1 000 000 |
| Папа Иоанн Павел II (Papież Jan Paweł II)                                                                           |                                                             | 29.06.2005   | 4 000 000 |
| 25-летие профсоюза «Солидарность» (25-lecie NSZZ «Solidarność»)                                                     | Польская дорога к свободе (Polska droga do wolności)        | 17.06.2005   | 1 000 000 |
| 350-летие обороны Ясной Горы (350-lecie obrony Jasnej Góry)                                                         |                                                             | 24.08.2005   | 1 000 000 |
| Гнезно (Gniezno) | Исторические города Польши (Historyczne miasta w Polsce)    | 02.09.2005   | 1 200 000 |
| Колобжег (Kołobrzeg)                                                                                                | Исторические города Польши (Historyczne miasta w Polsce)    | 19.10.2005   | 1 100 000 |
| 100-летие со дня рождения Константы Ильдефонса Галчиньского (Konstanty Ildefons Gałczyński — 100. rocznica urodzin) |                                                             | 26.10.2005   | 850 000   |
| Влоцлавек (Włocławek)                                                                                               | Исторические города Польши (Historyczne miasta w Polsce)    | 18.11.2005   | 1 100 000 |
| Станислав Август Понятовский (Stanisław August Poniatowski)                                                         | Польские короли (Poczet królów i książąt polskich)          | 18.11.2005   | 990 000   |
| Цешин (Cieszyn) | Исторические города Польши (Historyczne miasta w Polsce)    | 06.12.2005   | 1 100 000 |
| Тадеуш Маковский (Tadeusz Makowski)                                                                                 | Польские художники XIX—XX вв. (Polscy Malarze XIX/XX Wieku) | 06.12.2005   | 900 000   |

## Год 2006
| Монета (Оригинальное название)                                                 | Серия (Оригинальное название)                                      | Дата выпуска | Тираж     |
| ------------------------------------------------------------------------------ | ------------------------------------------------------------------ | ------------ | --------- |
| Зимние Олимпийские игры Турин 2006 (Zimowe Igrzyska Olimpijskie Turyn 2006)    |                                                                    | 24.01.2006   | 1 200 000 |
| Ярослав (Jarosław)                                                             | Исторические города Польши (Historyczne miasta w Polsce)           | 24.01.2006   | 1 100 000 |
| Бохня (Bochnia)                                                                | Исторические города Польши (Historyczne miasta w Polsce)           | 07.02.2006   | 1 100 000 |
| Альпийский сурок (Świstak, лат. Marmota marmota)                               | Животный мир (Zwierzęta Świata)                                    | 28.02.2006   | 1 400 000 |
| Эльблонг (Elbląg)                                                              | Исторические города Польши (Historyczne miasta w Polsce)           | 07.03.2006   | 1 000 000 |
| 10 золотых 1932 года (10 złotych z 1932 roku)                                  | История злотого (Dzieje złotego)                                   | 29.03.2006   | 1 000 000 |
| Легница (Legnica)                                                              | Исторические города Польши (Historyczne miasta w Polsce)           | 05.04.2006   | 1 100 000 |
| Чемпионат мира по футболу Германия 2006 (MŚ w Piłce Nożnej — Niemcy FIFA 2006) |                                                                    | 26.04.2006   | 1 200 000 |
| Хелм (Chełm)                                                                   | Исторические города Польши (Historyczne miasta w Polsce)           | 15.05.2006   | 1 100 000 |
| Иван Купала (Noc Świętojańska)                                                 | Польский год ритуалов (Polski rok obrzędowy)                       | 25.05.2006   | 1 000 000 |
| Жагань (Żagań)                                                                 | Исторические города Польши (Historyczne miasta w Polsce)           | 01.06.2006   | 1 100 000 |
| 30-летие Июня 1976 (30. rocznica Czerwca '76)                                  | Польская дорога к свободе (Polska droga do wolności)               | 21.06.2006   | 1 000 000 |
| Ныса (Nysa)                                                                    | Исторические города Польши (Historyczne miasta w Polsce)           | 03.07.2006   | 1 100 000 |
| Пщина (Pszczyna)                                                               | Исторические города Польши (Historyczne miasta w Polsce)           | 07.08.2006   | 1 100 000 |
| Сандомир (Sandomierz)                                                          | Исторические города Польши (Historyczne miasta w Polsce)           | 04.09.2006   | 1 100 000 |
| Церковь в Хачуве (Kościół w Haczowie)                                          | Памятники культуры в Польше (Zabytki Kultury Materialnej w Polsce) | 13.09.2006   | 1 000 000 |
| Хелмно (Chełmno)                                                               | Исторические города Польши (Historyczne miasta w Polsce)           | 02.10.2006   | 1 100 000 |
| 100-летие Варшавской школы экономики (100-lecie SGH w Warszawie)               |                                                                    | 11.10.2006   | 1 000 000 |
| Новы-Сонч (Nowy Sącz)                                                          | Исторические города Польши (Historyczne miasta w Polsce)           | 06.11.2006   | 1 100 000 |
| 500-летие статута Лаского (500-lecie wydania Statutu Łaskiego)                 |                                                                    | 06.11.2006   | 1 000 000 |
| Пястовский всадник (Jeździec piastowski)                                       | История польской кавалерии (Historia Jazdy Polskiej)               | 22.11.2006   | 1 000 000 |
| Александр Герымский (Aleksander Gierymski)                                     | Польские художники XIX—XX вв. (Polscy Malarze XIX/XX Wieku)        | 05.12.2006   | 1 000 000 |
| Калиш (Kalisz)                                                                 | Исторические города Польши (Historyczne miasta w Polsce)           | 05.12.2006   | 1 100 000 |

## Год 2007
| Монета (Оригинальное название)                                                                          | Серия (Оригинальное название)                                          | Дата выпуска | Тираж     |
| --- | ---------------------------------------------------------------------- | ------------ | --------- |
| Квидзын (Kwidzyn)                                                                                       | Исторические города Польши (Historyczne miasta w Polsce)               | 02.01.2007   | 1 000 000 |
| Длинномордый тюлень (Foka szara, лат. Halichoerus grypus)                                               | Животный мир (Zwierzęta Świata)                                        | 17.01.2007   | 1 000 000 |
| Плоцк (Płock)                                                                                           | Исторические города Польши (Historyczne miasta w Polsce)               | 06.02.2007   | 1 000 000 |
| Игнацы Домейко (Ignacy Domeyko (1802—1889))                                                             | Польские путешественники и исследователи (Polscy Podróżnicy i Badacze) | 06.02.2007   | 900 000   |
| Ломжа (Łomża)                                                                                           | Исторические города Польши (Historyczne miasta w Polsce)               | 06.03.2007   | 1 000 000 |
| 75-летие взлома шифра Энигмы (75. rocznica złamania szyfru enigmy)                                      |                                                                        | 21.03.2007   | 900 000   |
| Гожув-Велькопольский (Gorzów Wielkopolski)                                                              | Исторические города Польши (Historyczne miasta w Polsce)               | 04.04.2007   | 1 000 000 |
| 5 злотых 1928 года (Ника) (5 złotych z 1928 roku (Nike))                                                | История злотого (Dzieje złotego)                                       | 18.04.2007   | 900 000   |
| Рацибуж (Racibórz)                                                                                      | Исторические города Польши (Historyczne miasta w Polsce)               | 09.05.2007   | 1 000 000 |
| 750-летие Кракова (750-lecie lokacji Krakowa)                                                           |                                                                        | 22.05.2007   | 1 200 000 |
| Свидница (Świdnica)                                                                                     | Исторические города Польши (Historyczne miasta w Polsce)               | 13.06.2007   | 1 000 000 |
| Средневековый город Торунь (Miasto średniowieczne w Toruniu)                                            | Памятники культуры в Польше (Zabytki Kultury Materialnej w Polsce)     | 21.06.2007   | 990 000   |
| Слупск (Słupsk)                                                                                         | Исторические города Польши (Historyczne miasta w Polsce)               | 04.07.2007   | 1 100 000 |
| Пшемысль (Przemyśl)                                                                                     | Исторические города Польши (Historyczne miasta w Polsce)               | 02.08.2007   | 1 100 000 |
| Старгард-Щециньски (Stargard Szczeciński)                                                               | Исторические города Польши (Historyczne miasta w Polsce)               | 05.09.2007   | 1 100 000 |
| Генрих Арктовский и Антоний Добровольский (Henryk Arctowski i Antoni B. Dobrowolski)                    | Польские путешественники и исследователи (Polscy Podróżnicy i Badacze) | 19.09.2007   | 990 000   |
| Бжег (Brzeg)                                                                                            | Исторические города Польши (Historyczne miasta w Polsce)               | 03.10.2007   | 1 100 000 |
| 125-летие со дня рождения Кароля Шимановского (125. rocznica urodzin Karola Szymanowskiego (1882—1937)) |                                                                        | 03.10.2007   | 990 000   |
| Рыцарь XV век (Rycerz ciężkozbrojny XV wiek)                                                            | История польской кавалерии (Historia Jazdy Polskiej)                   | 24.10.2007   | 990 000   |
| Тарнув (Tarnów)                                                                                         | Исторические города Польши (Historyczne miasta w Polsce)               | 07.11.2007   | 1 100 000 |
| Леон Вычулковский (Leon Wyczółkowski)                                                                   | Польские художники XIX—XX вв. (Polscy Malarze XIX/XX Wieku)            | 05.12.2007   | 990 000   |
| Клодзко (Kłodzko)                                                                                       | Исторические города Польши (Historyczne miasta w Polsce)               | 05.12.2007   | 1 100 000 |
| Юзеф Коженёвский/Джозеф Конрад (Konrad Korzeniowski/Joseph Conrad)                                      |                                                                        | 20.12.2007   | 990 000   |

## Год 2008
| Монета (Оригинальное название)                                                                            | Серия (Оригинальное название)                                          | Дата выпуска | Тираж     |
| --- | ---------------------------------------------------------------------- | ------------ | --------- |
| Сапсан (Sokół wędrowny, лат. Falco peregrinus)                                                            | Животный мир (Zwierzęta Świata)                                        | 16.01.2008   | 1 600 000 |
| Пётркув-Трыбунальский (Piotrków Trybunalski)                                                              | Исторические города Польши (Historyczne miasta w Polsce)               | 23.01.2008   | 1 100 000 |
| Конин (Konin)                                                                                             | Исторические города Польши (Historyczne miasta w Polsce)               | 05.02.2008   | 1 100 000 |
| 40-летие Марта-68 (40. rocznica Marca '68)                                                                | Польская дорога к свободе (Polska droga do wolności)                   | 05.03.2008   | 1 400 000 |
| Лович (Łowicz)                                                                                            | Исторические города Польши (Historyczne miasta w Polsce)               | 05.03.2008   | 1 100 000 |
| Сибиряки (Sybiracy)                                                                                       |                                                                        | 28.03.2008   | 1 500 000 |
| 65-я годовщина восстания в Варшавском гетто (65. rocznica powstania w getcie warszawskim)                 |                                                                        | 14.04.2008   | 1 750 000 |
| Бельско-Бяла (Bielsko-Biała)                                                                              | Исторические города Польши (Historyczne miasta w Polsce)               | 21.04.2008   | 1 100 000 |
| Збигнев Херберт (Zbigniew Herbert (1924—1998))                                                            |                                                                        | 28.05.2008   | 1 510 000 |
| Казимеж-Дольны (Kazimierz Dolny)                                                                          | Памятники культуры в Польше (Zabytki Kultury Materialnej w Polsce)     | 17.06.2008   | 1 380 000 |
| Игры XXIX Олимпиады — Пекин 2008 (Igrzyska XXIX Olimpiady — Pekin 2008)                                   |                                                                        | 21.07.2008   | 2 000 000 |
| Бронислав Пилсудский (Bronisław Piłsudski (1866—1918))                                                    | Польские путешественники и исследователи (Polscy Podróżnicy i Badacze) | 29.09.2008   | 1 100 000 |
| 90-летие восстановления независимости (90. rocznica odzyskania niepodległości)                            |                                                                        | 30.09.2008   | 1 200 000 |
| 450 лет Почты Польши (450 lat Poczty Polskiej)                                                            |                                                                        | 17.11.2008   | 1 400 000 |
| 400-летие польского поселения в Северной Америке (400. rocznica polskiego osadnictwa w Ameryce Północnej) |                                                                        | 15.12.2008   | 1 200 000 |
| 90-летие Великопольского восстания (90. rocznica Powstania Wielkopolskiego)                               |                                                                        | 22.12.2008   | 1 100 000 |

## Год 2009
| Монета (Оригинальное название)                                                                                       | Серия (Оригинальное название)                                  | Дата выпуска | Тираж     |
| --- | -------------------------------------------------------------- | ------------ | --------- |
| Гусары XVII века (Husarz XVII wiek)                                                                                  | История польской кавалерии (Historia Jazdy Polskiej)           | 21.01.2009   | 1 400 000 |
| 90-летие Верховной контрольной палаты (90. rocznica utworzenia NIK)                                                  |                                                                | 04.02.2009   | 1 200 000 |
| 180-летие Центральной банковской системе Польши (180 lat bankowości centralnej w Polsce)                             |                                                                | 27.03.2009   | 1 300 000 |
| Зелёная ящерица (Jaszczurka zielona, лат. Lacerta viridis)                                                           | Животный мир (Zwierzęta Świata)                                | 17.04.2009   | 1 700 000 |
| Выборы 4 июня 1989 года (Wybory 4 czerwca 1989 roku)                                                                 | Польская дорога к свободе (Polska droga do wolności)           | 01.06.2009   | 1 300 000 |
| Чеслав Немен (Czesław Niemen)                                                                                        | История польской музыки (Historia Polskiej Muzyki Rozrywkowej) | 17.06.2009   | 1 400 000 |
| 65-летие Варшавского восстания — Бачинский и Гайцы (65. rocznica Powstania Warszawskiego — K.K. Baczyński i T.Gajcy) |                                                                | 22.07.2009   | 1 400 000 |
| 95-летие марша Первой Кадровой компании (95. rocznica wymarszu Pierwszej Kompanii Kadrowej)                          |                                                                | 03.08.2009   | 1 000 000 |
| 65-я годовщина ликвидации гетто в Лодзи (65. rocznica likwidacji getta w Łodzi)                                      |                                                                | 17.08.2009   | 1 000 000 |
| Сентябрь 1939 — Вестерплатте (Wrzesień 1939 roku — Westerplatte)                                                     |                                                                | 24.08.2009   | 1 400 000 |
| 100-летие Татровской волонтерской службы (100. rocznica powstania Tatrzańskiego Ochotniczego Pogotowia Ratunkowego)  |                                                                | 18.09.2009   | 1 400 000 |
| Ченстохова (Częstochowa, Jasna Gora)                                                                                 | Города Польши (Miasta w Polsce)                                | 21.09.2009   | 1 100 000 |
| 25-я годовщина смерти священника Ежи Попелушко (25. rocznica śmierci Księdza Jerzego Popiełuszki)                    |                                                                | 12.10.2009   | 1 500 000 |
| Енджеюв (Jędrzejów)                                                                                                  | Города Польши (Miasta w Polsce)                                | 27.11.2009   | 1 100 000 |
| «Жегота»: Ирена Сендлер, Зофья Коссак-Щуцка, сестра Матильда Геттер                                                  |                                                                | 01.12.2009   | 1 400 000 |
| Владислав Стржеминский (Władysław Strzemiński (1893—1952))                                                           | Польские художники XIX—XX вв. (Polscy Malarze XIX/XX Wieku)    | 04.12.2009   | 1 300 000 |
| Тшебница (Trzebnica)                                                                                                 | Города Польши (Miasta w Polsce)                                | 09.12.2009   | 1 100 000 |
| 70-летие Польского подпольного государства (70. rocznica utworzenia Polskiego Państwa Podziemnego)                   |                                                                | 10.12.2009   | 1 000 000 |

## Год 2010
| Монета (Оригинальное название)                                                                           | Серия (Оригинальное название)                                          | Дата выпуска | Тираж     |
| --- | ---------------------------------------------------------------------- | ------------ | --------- |
| 65-я годовщина освобождения Аушвиц-Биркенау (Освенцим) (65. rocznica oswobodzenia KL Auschwitz-Birkenau) |                                                                        | 21.01.2010   | 1 000 000 |
| Польская олимпийская сборная в Ванкувере 2010 (Polska Reprezentacja Olimpijska Vancouver 2010)           |                                                                        | 01.02.2010   | 1 400 000 |
| Кавалерист гвардии императора Наполеона I (Szwoleżer Gwardii Cesarza Napoleona I)                        | История польской кавалерии (Historia Jazdy Polskiej)                   | 01.03.2010   | 1 400 000 |
| 70-я годовщина Катынского расстрела (70. rocznica zbrodni katyńskiej)                                    |                                                                        | 09.04.2010   | 1 000 000 |
| Малый подковонос (Podkowiec mały, лат. Rhinolophus hipposideros)                                         | Животный мир (Zwierzęta Świata)                                        | 19.04.2010   | 1 700 000 |
| 100-летие Союза польских харцеров (100. rocznica Harcerstwa Polskiego)                                   |                                                                        | 27.05.2010   | 1 100 000 |
| 95-летие со дня рождения Яна Твардовского (95. rocznica urodzin ks. Jana Twardowskiego)                  |                                                                        | 01.06.2010   | 1 000 000 |
| Грюнвальдская битва, Битва при Клушине (Grunwald, Kłuszyn)                                               | Великие битвы (Wielkie bitwy)                                          | 01.07.2010   | 1 400 000 |
| Тшемешно (Trzemeszno)                                                                                    | Города Польши (Miasta w Polsce)                                        | 29.07.2010   | 1 000 000 |
| 90-я годовщина Варшавского сражения (90. rocznica Bitwy Warszawskiej)                                    |                                                                        | 09.08.2010   | 1 200 000 |
| Варшава — Старый город (Warszawa — Stare Miasto)                                                         | Города Польши (Miasta w Polsce)                                        | 24.08.2010   | 1 000 000 |
| Польский август 1980 (Polski sierpień 1980)                                                              |                                                                        | 27.08.2010   | 1 400 000 |
| Кальваря-Зебжидовская (Kalwaria Zebrzydowska)                                                            | Города Польши (Miasta w Polsce)                                        | 23.09.2010   | 1 000 000 |
| Бенедикт Дыбовский (Benedykt Dybowski)                                                                   | Польские путешественники и исследователи (Polscy Podróżnicy i Badacze) | 13.10.2010   | 1 200 000 |
| Горлице (Gorlice)                                                                                        | Города Польши (Miasta w Polsce)                                        | 19.10.2010   | 1 000 000 |
| Артур Гротгер (Artur Grottger)                                                                           | Польские художники XIX—XX вв. (Polscy Malarze XIX/XX Wieku)            | 27.10.2010   | 1 300 000 |
| Мехув (Miechów)                                                                                          | Города Польши (Miasta w Polsce)                                        | 17.11.2010   | 1 000 000 |
| Кшешув (Krzeszów)                                                                                        | Памятники Польши (Zabytki Rzeczypospolitej)                            | 24.11.2010   | 1 000 000 |
| Кшиштоф Комеда (Krzysztof Komeda)                                                                        | История польской музыки (Historia Polskiej Muzyki Rozrywkowej)         | 01.12.2010   | 1 400 000 |
| Катовице (Katowice)                                                                                      | Города Польши (Miasta w Polsce)                                        | 08.12.2010   | 1 000 000 |

## Год 2011
| Монета (Оригинальное название)                                                                                    | Серия (Оригинальное название)                                          | Дата выпуска | Тираж     |
| --- | ---------------------------------------------------------------------- | ------------ | --------- |
| Барсук (Borsuk, лат. Meles meles)                                                                                 | Животный мир (Zwierzęta Świata)                                        | 27.01.2011   | 1 500 000 |
| Зофья Стриженская (Zofia Stryjeńska)                                                                              | Польские художники XIX—XX вв. (Polscy Malarze XIX/XX Wieku)            | 15.02.2011   | 1 000 000 |
| 30-летие Независимого Студенческого Союза (30. rocznica powstania NZS)                                            |                                                                        | 16.03.2011   | 800 000   |
| Смоленск — память о жертвах 04.10.2010 (Smoleńsk — pamięci ofiar 10.04.2010 r.)                                   |                                                                        | 04.04.2011   | 800 000   |
| Беатификация Иоанна Павла II — 1 мая 2011 (Beatyfikacja Jana Pawła II — 1 V 2011)                                 |                                                                        | 28.04.2011   | 1 000 000 |
| Председательство Польши в Совете Евросоюза (Przewodnictwo Polski w Radzie UE)                                     |                                                                        | 01.07.2011   | 800 000   |
| Улан II Польской республики (Ułan II Rzeczpospolitej)                                                             | История польской кавалерии (Historia Jazdy Polskiej)                   | 15.07.2011   | 1 000 000 |
| Гдыня (Gdynia) | Города Польши (Miasta w Polsce)                                        | 22.07.2011   | 800 000   |
| 300-летие Варшавского Паломничества к Ясной Горе (300-lecie Pielgrzymki Warszawskiej na Jasną Górę)               |                                                                        | 01.08.2011   | 800 000   |
| Чеслав Милош (Czesław Miłosz)                                                                                     |                                                                        | 12.08.2011   | 800 000   |
| Игнаций Ян Падеревский (Ignacy Jan Paderewski)                                                                    |                                                                        | 29.08.2011   | 800 000   |
| Млава (Mława) | Города Польши (Miasta w Polsce)                                        | 24.08.2011   | 800 000   |
| Силезские восстания (Powstania Śląskie)                                                                           |                                                                        | 07.09.2011   | 800 000   |
| Познань (Poznań)                                                                                                  | Города Польши (Miasta w Polsce)                                        | 15.09.2011   | 800 000   |
| Европа без границ — 100-летие Общества слепых (Europa bez barier — 100-lecie Towarzystwa Opieki nad Ociemniałymi) |                                                                        | 14.10.2011   | 800 000   |
| Лодзь (Łódź) | Города Польши (Miasta w Polsce)                                        | 17.10.2011   | 800 000   |
| Фердинанд Оссендовский (Ferdynand Ossendowski)                                                                    | Польские путешественники и исследователи (Polscy podróżnicy i badacze) | 04.11.2011   | 900 000   |
| Краков (Kraków)                                                                                                   | Города Польши (Miasta w Polsce)                                        | 14.11.2011   | 800 000   |
| Полония Варшава (Polonia Warszawa)                                                                                | Польские футбольные клубы (Polskie Kluby Piłkarskie)                   | 18.11.2011   | 800 000   |
| Ереми Пшибора, Ежи Васовский                                                                                      | История польской музыки (Historia Polskiej Muzyki Rozrywkowej)         | 08.12.2011   | 800 000   |
| Калиш (Kalisz) | Города Польши (Miasta w Polsce)                                        | 15.12.2011   | 800 000   |

## Год 2012
| Монета (Оригинальное название)                                                                                         | Серия (Оригинальное название)                                      | Дата выпуска | Тираж     |
| --- | ------------------------------------------------------------------ | ------------ | --------- |
| 20 лет Большому Благотворительному Рождественскому Оркестру (Wielka Orkiestra Świątecznej Pomocy — 20 lat)             |                                                                    | 05.01.2012   | 1 000 000 |
| 150 лет Банковскому объединению Польши (150-lecie bankowości spółdzielczej w Polsce)                                   |                                                                    | 23.02.2012   | 700 000   |
| Поляки, спасшие евреев — семья Ульм, Ковальски, Баранков (Polacy ratujący Żydów — rodzina Ulmów, Kowalskich, Baranków) |                                                                    | 15.03.2012   | 800 000   |
| 50 лет Польскому радио «Тройка» (50-lecie Programu 3 Polskiego Radia)                                                  |                                                                    | 30.03.2012   | 800 000   |
| Стефан Банах (Stefan Banach)                                                                                           |                                                                    | 03.04.2012   | 800 000   |
| Эсминец «Блыскавица» (Niszczyciel «Błyskawica»)                                                                        | Польские корабли (Polskie okręty)                                  | 26.04.2012   | 800 000   |
| 150 лет Национальному музею в Варшаве (150 lat Muzeum Narodowego w Warszawie)                                          |                                                                    | 15.05.2012   | 800 000   |
| Чемпионат Европы по футболу 2012 (Mistrzostwa Europy w Piłce Nożnej UEFA 2010-12)                                      |                                                                    | 01.06.2012   | 1 000 000 |
| Польская олимпийская сборная в Лондоне 2012 (Polska Reprezentacja Olimpijska Londyn 2012)                              |                                                                    | 12.07.2012   | 1 000 000 |
| Неолитический кремниевый рудник в Опатуве (Krzemionki Opatowskie)                                                      | Памятники культуры в Польше (Zabytki Kultury Materialnej w Polsce) | 18.07.2012   | 800 000   |
| Подводная лодка «Орел» (Okręt podwodny «Orzeł»)                                                                        | Польские корабли (Polskie okręty)                                  | 14.08.2012   | 800 000   |
| Болеслав Прус (Bolesław Prus)                                                                                          |                                                                    | 20.09.2012   | 800 000   |
| Легкий крейсер «Дракон» (Lekki krążownik «Dragon»)                                                                     | Польские корабли (Polskie okręty)                                  | 18.10.2012   | 800 000   |
| Эсминец «Перун» (Niszczyciel «Piorun»)                                                                                 | Польские корабли (Polskie okręty)                                  | 12.12.2012   | 800 000   |
| Пётр Михаловский (Piotr Michałowski)                                                                                   | Польские художники XIX—XX вв. (Polscy Malarze XIX/XX Wieku)        | 28.11.2012   | 800 000   |

## Год 2013
| Монета (Оригинальное название) | Серия (Оригинальное название)                                  | Дата выпуска | Тираж     |
| --- | -------------------------------------------------------------- | ------------ | --------- |
| Столетие Польского театра в Варшаве (100 lat Teatru Polskiego w Warszawie)                                                               |                                                                | 15.01.2013   | 800 000   |
| 150-я годовщина восстания 1863 года (150. rocznica Powstania Styczniowego)                                                               |                                                                | 16.01.2013   | 800 000   |
| Ракетный катер «Гдыня» (Kuter rakietowy «Gdynia»)                                                                                        | Польские корабли (Polskie okręty)                              | 13.03.2013   | 800 000   |
| Циприан Норвид (Cyprian Norwid) |                                                                | 08.04.2013   | 800 000   |
| Ракетный эсминец «Варшава» (Niszczyciel rakietowy «Warszawa»)                                                                            | Польские корабли (Polskie okręty)                              | 26.04.2013   | 800 000   |
| Военно-транспортный корабль «Люблин» (Okręt transportowo-minowy «Lublin»)                                                                | Польские корабли (Polskie okręty)                              | 19.06.2013   | 800 000   |
| Футбольный клуб «Варта» Познань (Warta Poznań)                                                                                           | Футбольные клубы Польши (Polskie Kluby Piłkarskie)             | 03.07.2013   | 800 000   |
| Ракетный фрегат «Генерал Казимир Пулавский» (Fregata rakietowa «Gen. K. Pułaski»)                                                        | Польские корабли (Polskie okręty)                              | 12.08.2013   | 800 000   |
| Витольд Лютославский (Witold Lutosławski)                                                                                                |                                                                | 18.09.2013   | 800 000   |
| 200-летие со дня смерти Юзефа Понятовского (200. rocznica śmierci księcia Józefa Poniatowskiego)                                         |                                                                | 09.10.2013   | 800 000   |
| 50-летие Польской ассоциации умственно отсталых (50-lecie działalności Polskiego Stowarzyszenia na Rzecz Osób z Upośledzeniem Umysłowym) |                                                                | 24.10.2013   | 800 000   |
| Зубр (Żubr, лат. Bison bonasus) | Животный мир (Zwierzęta Świata)                                | 24.10.2013   | 1 000 000 |
| 200-летие с рождения Хиполита Цегельского (200-lecie urodzin Hipolita Cegielskiego)                                                      |                                                                | 20.11.2013   | 800 000   |
| Агнешка Осецкая (Agnieszka Osiecka) | История Польской музыки (Historia polskiej muzyki rozrywkowej) | 05.12.2013   | 800 000   |

## Год 2014
| Монета (Оригинальное название)                                                        | Серия (Оригинальное название)   | Дата выпуска | Тираж     |
| ------------------------------------------------------------------------------------- | ------------------------------- | ------------ | --------- |
| Польская олимпийская сборная в Сочи 2014 (Polska Reprezentacja Olimpijska Soczi 2014) |                                 | 23.01.2014   | 800 000   |
| Польский коник (Konik polski, лат. Equus caballus gmelini)                            | Животный мир (Zwierzęta Świata) | 24.02.2014   | 800 000   |
| Канонизация Иоанна Павла II (Kanonizacja Jana Pawła II — 27 IV 2014)                  |                                 | 15.04.2014   | 1 600 000 |
| 100 лет со дня рождения Яна Карского (100. rocznica urodzin Jana Karskiego)           |                                 | 24.04.2014   | 700 000   |